# Шубников Микола Михайлович
Микола Михайлович Шубников (28 лютого 1924, село Мала Гавриловка Хоботовського району, тепер Тамбовської області (за іншими даними — місто Тула), Російська Федерація — ?) — радянський діяч, дипломат, надзвичайний і повноважний посол СРСР у Корейській Народно-Демократичній Республіці. Кандидат у члени ЦК КПРС у 1986—1989 роках.

## Життєпис
У 1941—1942 роках — контролер відділу технічного контролю заводу міста Мєдногорська Чкаловської (Оренбурзької) області.
У 1942—1945 роках — у Червоній армії, учасник німецько-радянської війни. Служив у Центральній школі інструкторів снайперської справи Московського військового округу, був командиром стрілецького взводу 164-го стрілецького полку 33-ї стрілецької дивізії 1-го Білоруського фронту.
У 1945—1950 роках — студент Військового інституту іноземних мов.
Член ВКП(б) з 1946 року.
У 1950—1960 роках — в апараті ЦК КПРС.
У 1960—1963 роках — на дипломатичній роботі.
У 1963—1969 роках — в апараті ЦК КПРС.
У 1969—1973 роках — радник-посланник посольства СРСР у Корейській Народно-Демократичній Республіці.
У 1974—1982 роках — в апараті ЦК КПРС.
24 грудня 1982 — 13 жовтня 1987 року — надзвичайний і повноважний посол СРСР у Корейській Народно-Демократичній Республіці.
З жовтня 1987 року — персональний пенсіонер союзного значення в Москві.

## Військове звання
- капітан

## Нагороди і відзнаки
- орден Вітчизняної війни ІІ ст. (6.04.1985)
- орден Червоної Зірки (29.04.1945)
- орден Дружби народів
- медаль «За визволення Варшави»
- медаль «За взяття Берліна» (1945)
- медаль «За перемогу над Німеччиною у Великій Вітчизняній війні 1941—1945 рр.» (1945)
- медаль «За бойові заслуги» (20.04.1953)
- медалі
- надзвичайний і повноважний посол СРСР